# Scapa (distillerie)
Scapa est une distillerie de whisky située sur l'île principale des Orcades sur la côte nord de l'Écosse près de la ville de Kirkwall. La distillerie se trouve en bordure de la baie de Scapa Flow et n'échappa que de justesse à un incendie lors de la Première Guerre mondiale.
Fondée en 1885 par John Townsend un distillateur venu du Speyside, elle manque d'être la distillerie la plus septentrionale d'Écosse de moins d'un kilomètre (ce titre est détenu par la distillerie Highland Park).
La distillerie possède un wash still et un spirit still et elle produit un single malt à l'arôme de miel marqué par des pointes fruitées et une finale chocolatée. Ce single malt est beaucoup moins tourbé que la plupart des whiskys produits sur des îles écossaises.
Le single malt de la distillerie est aussi utilisé pour la fabrication des blends de la marque Ballantine's.
La distillerie avait été mise en sommeil en 1994 par son propriétaire d'alors (Allied Distillers). Elle a recommencé à produire en 2005 après son rachat par le géant français des spiritueux : Pernod Ricard.

## Embouteillages
- Embouteillage officiel :
  - Scapa 16 ans 40 %
  - Scapa 14 ans 40 %
  - Scapa 1980 54 %
- Gordon & MacPhail (en): 
  - Scapa 1993 Single Cask 45 %
  - Scapa 2001 Single Malt 43 %

## Sources
- Whisky Magazine n°18 (janvier 2007)
- Site Web de la distillerie